# Крайове археологічне товариство у Львові
Крайове археологічне товариство у Львові (пол. Towarzystwo archeologiczne krajowe we Lwowie) — громадська наукова інституція, яка діяла у Львові 1875–1890 (формально існувало до 1914).
Крайове археологічне товариство, створене для порятунку та вивчення пам'яток минулого. Активна діяльність припадає на останню чверть XIX ст.

## Історія
Ініціатором заснування Крайового археологічного товариства став польський історик, археолог-романтик і колекціонер С. Крижановський. Разом із своїми однодумцями він склав статут товариства і сприяв затвердженню документу Галицьким крайовим намісництвом, що й відбулося 31 грудня 1875 р. Метою Крайового археологічного товариства був пошук, вивчення, зберігання пам'яток давнини, організація досліджень та доповідей, видання періодичного органу.
Емблемою інституції стало зображення давньословянського божества Сітовида, взятого із давньої скульптури, знайденої в 1848 р. у річці Збруч.

## Керівництво
- Станіслав Крижановський (президент) 1876–1879
- Еугеніуш Янота (заступник президента)
- Войцех Дідушицький (президент) 1881–1890 (?)
- Антоній Петрушевич (заступник президента)

## Видавнича діяльність
Товариством організувано свій друкований орган, під назвою «Археологічний огляд» («Przegląd archeologiczny»). Редактор Антоні Шнайдер (1825–1880) — львівський краєзнавець, археолог та етнограф. Під його керівництвом у квітні 1876 р. вийшов перший випуск часопису. Випуск
номерів не мав чіткої регламентації, а видавався залежно від надходження матеріалів.